# Sumber Raya
Sumber Raya is een bestuurslaag in het regentschap Ogan Komering Ulu Selatan van de provincie Zuid-Sumatra, Indonesië. Sumber Raya telt 592 inwoners (volkstelling 2010).